# Ferran Solé
Ferran Solé Sala (Sant Quirze, 25 de agosto de 1992) é um handebolista profissional espanhol, medalhista olímpico.

## Carreira
Solé conquistou a medalha de bronze com a Seleção Espanhola de Handebol Masculino nos Jogos Olímpicos de Verão de 2020 em Tóquio, após derrotar a equipe egípcia por 33–31 na disputa pelo pódio.